# Nakajima Ki-44
Die Nakajima Ki-44 Shoki (Dämon, alliierter Codename Tojo) war ein japanisches Jagdflugzeug des Zweiten Weltkriegs und als Nachfolger für die Nakajima Ki-43 Hayabusa, den Standardjäger der japanischen Heeresluftwaffe, geplant. Wie die Ki-43 war die Ki-44 ein freitragender Ganzmetall-Tiefdecker mit Einziehfahrwerk und luftgekühltem Sternmotor.
Der erste Prototyp flog im August 1940, bis zum Produktionsende Ende 1944 wurden insgesamt 1223 Maschinen gebaut.

## Entwicklung
Abweichend von der in Japan vorherrschenden taktischen Doktrin hoher Wendigkeit war die Ki-44 als Abfangjäger mit hoher Steigleistung und Geschwindigkeit geplant. Obwohl die Flugleistungen Vorrang hatten, war die Wendigkeit im Vergleich zu westlichen Jagdflugzeugen, die ebenfalls primär auf Flugleistung ausgelegt waren, aufgrund der geringeren Masse der Ki-44 mindestens gleichwertig oder sogar besser.
Obwohl die Ki-44 sich im Kampf gegen die Jagdflugzeuge der USAAF wegen ihrer für einen japanischen Jäger ungewöhnlich guten Flugeigenschaften im Hochgeschwindigkeitsbereich bewährte, waren ihre Leistungen in ihrer eigentlichen Rolle als Abfangjäger enttäuschend.
Die Ursachen waren:
- die trotz der Auslegung als Abfangjäger niedrige Höchstgeschwindigkeit der Ki-44
- die durch die unterentwickelten japanischen Motoren bedingten schlechten Höhenleistungen der Ki-44
- der Einflug der US-amerikanischen B-29-Superfortress-Bomber, die dank Turbolader in großen Höhen mit hoher Geschwindigkeit operierten
- die unzureichende Bewaffnung der Ki-44, die meist nur aus vier 12,7-mm-Maschinengewehren vom Typ Ho-103 bestand, deren Schussleistungen deutlich hinter denen der in amerikanischen Flugzeugen eingesetzten Browning-M2-MGs gleichen Rohrkalibers zurückblieben

Die Versuche, die Ki-44 zu verbessern, umfassten:
- Bewaffnung mit zwei 20-mm-Kanonen und zwei MGs in einem Teil der Serie
- Bewaffnung mit zwei 40-mm-Kanonen und zwei MGs in einigen Exemplaren der Ki-44
- Höhenmotor mit Turbolader – nur versuchsweise gegen Ende des Krieges
- Höhenmotor mit dreistufigem Kompressor – nur versuchsweise gegen Ende des Krieges

Die 20-mm-Bewaffnung war die einzige Änderung, die sich im Einsatz bewährte, wobei auch diese Jäger-Variante, bevor US-Bomber dann später nur noch mithilfe von modifizierten Radargeräten, die das Gelände unterhalb der Bomber abtasteten und dieses dann als Linienprofil auf einem Bildschirm darstellen konnten, vornehmlich gegen feindlichen Begleitschutz zum Einsatz gekommen sein dürfte, da sich die Ki-44-Piloten US-Bombern nur mit äußerster Mühe nähern konnten, weil die Steig- und Motorleistung ohne Turbolader in großen Höhen unzureichend war. Annäherungen mussten oft abgebrochen werden, weil die Überhitzung des Motors drohte oder sogar eintrat.
Da die Ki-44-Version mit zwei 40-mm-Kanonen nur zwei MG erhielt, die B-29-Bomber aber am Tage nicht nur sehr hoch flogen, sondern später auch über Jagdschutz verfügten, war der MG-Beschuss mit nur zwei MGs dann sowohl aus der Distanz als auch im Nahbereich gegen die teilweise gepanzerten B-29 wenig wirksam. Gegen den später aufkommenden amerikanischen Jagdschutz erwies sich die geringere MG-Zahl als eklatanter Nachteil, da die Flugzeuge der Jagdeskorten in der Regel sechs MG an Bord hatten, weshalb ein Einsatz gegen diese Eskorten nicht in Frage kam. Die 40-mm-Kanonen wiederum verschossen hülsenlose, rückstoßgetriebene Geschosse mit sehr niedriger Mündungsgeschwindigkeit, sodass gezieltes Feuern nur auf sehr kurze Entfernung möglich war.
Der gezielte Beschuss der Bomber mit den vergleichsweise langsam fliegenden 40-mm-Projektilen, die von den zwei in den Tragflächen integrierten Kanonen verschossen wurden, war im Nahbereich aber dann meist nahezu unmöglich, da die Bomber am Tage eben nicht selten über der Dienstgipfelhöhe der Ki-44 operierten und die Ki-44 daher meist gezwungen war, sich im langsameren Steigflug zu nähern und dann zu feuern, wobei die höhere Reichweite der Abwehrbewaffnung den Bomberbesatzungen wiederum die Möglichkeit bot, die Ki-44 bereits im langsamen Annäherungsflug wirksam zu bekämpfen. Erst der Einsatz der im Rumpfrücken (im Cockpit, hinter dem Piloten) von zweimotorigen Maschinen montierten Ho-5-20-mm-Kanonen, die zum Beispiel in Versionen der Ki-45 eingebaut wurden und deren Ausrichtung der Schrägen Musik der deutschen Luftwaffe nachempfunden war, sowie der Einsatz einer unter dem Rumpf der Ki-45 angebrachten und nach vorne gerichteten 20-mm-Kanone (die später bei der Ki-45 „Ota“ durch die 37-mm-Panzerabwehrkanone Ho-203 – die ursprünglich zur Bekämpfung von B-17-Bombern vorgesehen war – ersetzt wurde) brachte dann später, als sich die US-Luftstreitkräfte auf Nachtangriffe in geringeren Höhen verlegt hatten, tatsächlich Erfolge, wobei sich schließlich die wesentlich leistungsfähigere J2M Raiden mit vier 20-mm-Kanonen als der am besten gegen die B-29 geeignete Abfangjäger erwies, da die Steigfähigkeit und Endgeschwindigkeit den Versionen J2M4 und J2M5 auch erlaubten, als Höhenjäger zu agieren.
Da nach der Einnahme von Iwo Jima durch die US-amerikanischen Streitkräfte B-29-Formationen nun von den neuen P-51 begleitet werden konnten, die Zahl der produzierten Raiden aber zu niedrig für einen massenhaften Einsatz gegen US-Bomber war, und weil die Raiden und die Ki-84 in dieser letzten Phase des Krieges die einzigen Jagdflugzeugtypen waren, die den amerikanischen Begleitschutzjägern gewachsen oder sogar teilweise überlegen (Ki-84) waren, wurden die verbliebenen Ki-44 und Ki-45 weiterhin gegen US-amerikanische Bomber eingesetzt.
Während die Produktion der Ki-44 schließlich zugunsten der Nakajima Ki-84 eingestellt wurde, lief die Produktion ihres Vorgängermodells Nakajima Ki-43 bis zum Ende des Krieges weiter. Die Ki-84 wies nicht nur bessere Leistungen auf, sondern eignete sich auch besser für die Massenproduktion. Die Ki-43 genügte 1945 den taktischen Anforderungen zwar noch weniger als die Ki-44, wurde aber weiter produziert, weil sie anders als ihre Nachfolgemodelle keine Hochleistungsmotoren benötigte, deren Ausstoß in Japan hinter den Anforderungen zurückgeblieben war.

## Nutzung
- Japan: Kaiserlich Japanische Heeresluftstreitkräfte
- Mandschukuo: Luftstreitkräfte des Mandschurischen Kaiserreichs

## Technische Daten

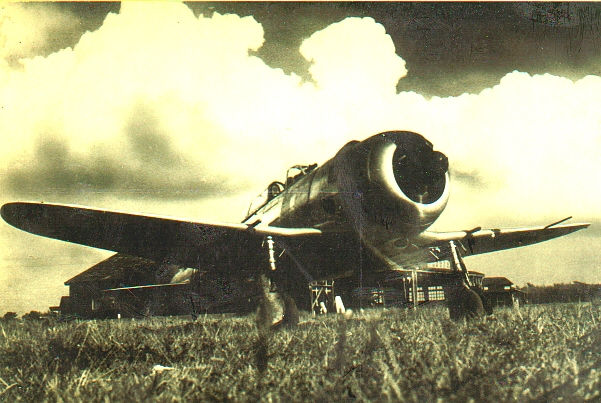
Nakajima Ki-44

Dreiseitenriss

| Kenngröße             | Daten Nakajima Ki-44-IIb                                                  |
| --------------------- | ------------------------------------------------------------------------- |
| Besatzung             | 1                                                                         |
| Länge                 | 8,80 m                                                                    |
| Spannweite            | 9,45 m                                                                    |
| Höhe                  | 3,25 m                                                                    |
| Flügelfläche          | 15 m²                                                                     |
| Flügelstreckung       | 6,0                                                                       |
| Leermasse             | 2.105 kg                                                                  |
| Startmasse            | 2.995 kg                                                                  |
| Antrieb               | ein 14-Zylinder-Doppelsternmotor Nakajima Ha-109; 1.520 PS (ca. 1.120 kW) |
| Höchstgeschwindigkeit | 605 km/h in 5200 m Höhe                                                   |
| Dienstgipfelhöhe      | 11.200 m                                                                  |
| max. Reichweite       | 1.700 km                                                                  |
| Bewaffnung            | vier 12,7-mm-MG Ho-103                                                    |